# 拉格斯站
拉格斯站位于马萨诸塞州波士顿传教山社区附近，是一座集地铁、公交、通勤铁路于一身的换乘车站。车站属于马萨诸塞湾交通局，被美国东北大学校园所环绕，是一座无障碍车站。
波士顿地铁橙线和波士顿通勤铁路系统的普罗维登斯/斯托顿线、富兰克林线、尼德姆线均在拉格斯此站停靠，共有13条公交车线路经过拉格斯站。

## 车站结构

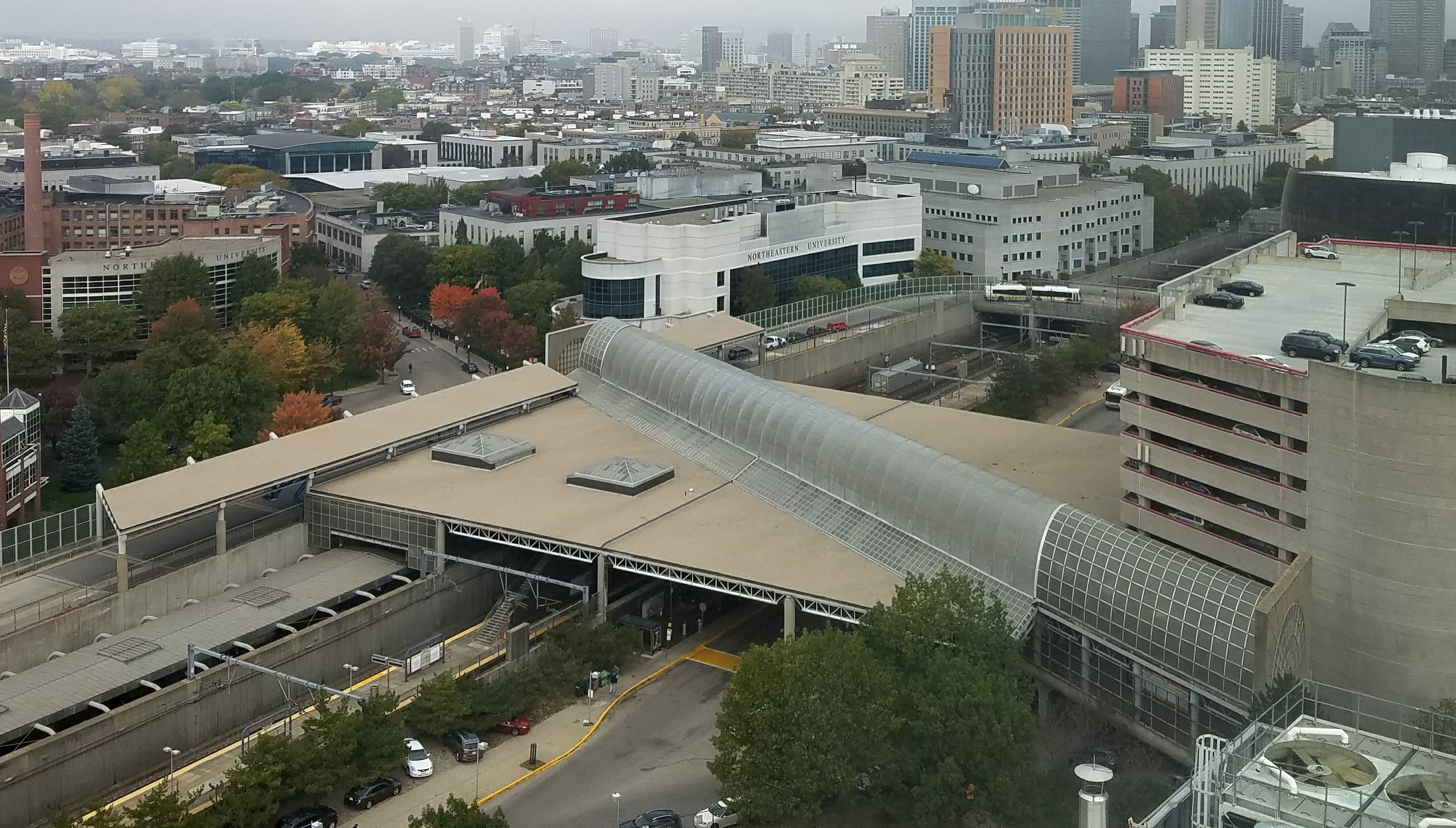
从车站附近大楼上望去的拉格斯站

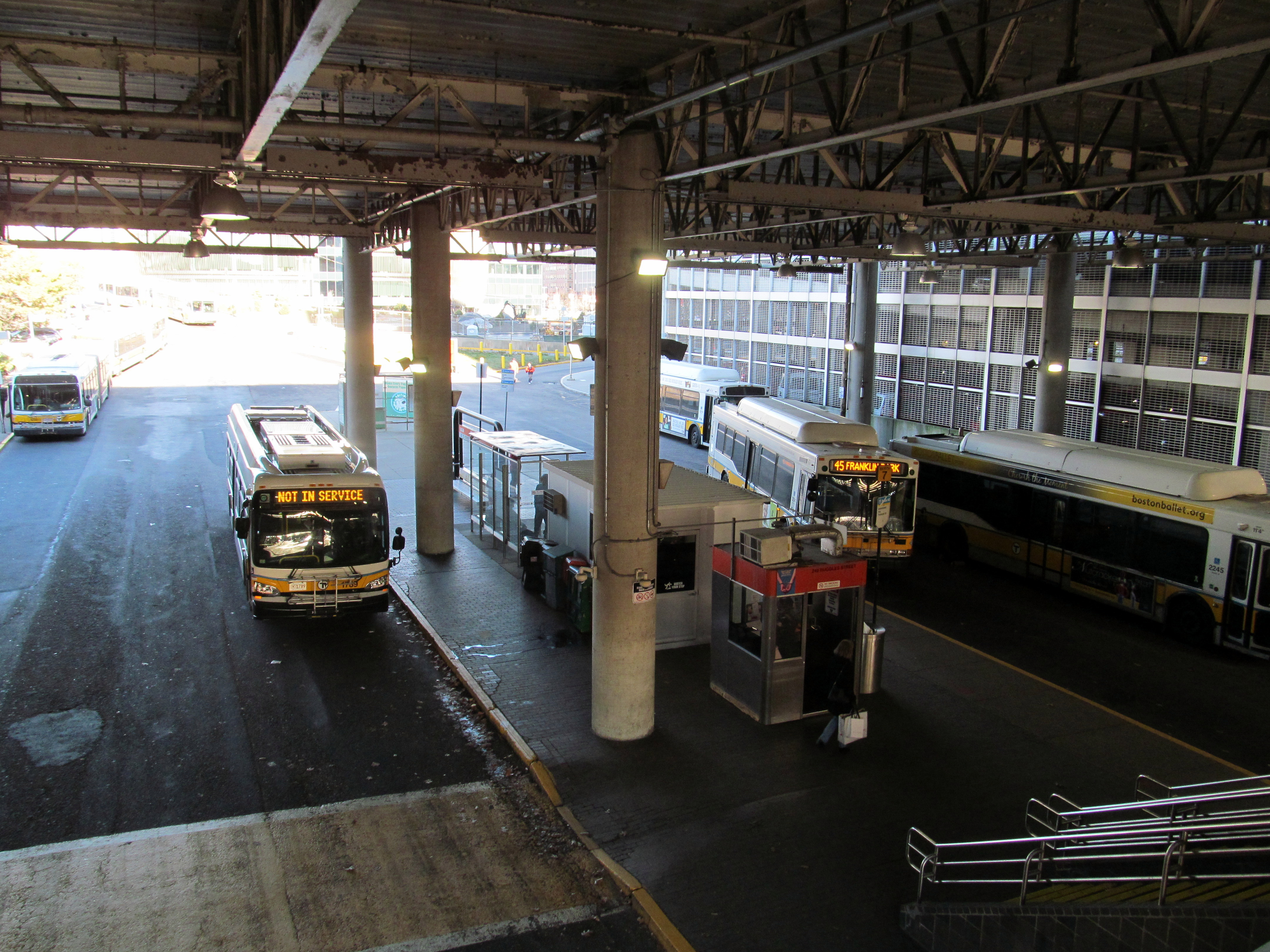
下层公交车专用道（2016）

车站横跨在铁道上方，位于拉格斯街和哥伦布大道之间。车站大厅横跨整个车站，在两侧均有出入口，安装有空间桁架顶棚。车站公交专用车道与车站大厅在同一层，为顺时针单向道。西北侧巴士站台用于卸客，东南侧站台上客。西北侧站台正下方为东北大学建筑学工作室。
车站共有5股轨道，两条为橙线轨道，3条为通勤铁路和美鐵使用。美铁列车并不在拉格斯站停靠。橙线和通勤铁路各有一座岛式站台。最南侧的轨道绕过车站，没有站台。车站大厅西侧设有4台电梯，连接车站站台和大厅。
|          | 夹层               | 出入口                                        |
| P 站台层 | 南行               | 往森林山（罗克斯伯里十字）                    |
| P 站台层 | 岛式站台，左侧开门 |                                               |
| P 站台层 | 北行               | 往橡树林（马萨诸塞大道）                      |
| P 站台层 | 轨道3              | 富兰克林线 、 尼德姆线 、 普罗维登斯/斯托顿线 |
| P 站台层 | 岛式站台，左右开门 |                                               |
| P 站台层 | 轨道1              | 富兰克林线 、 尼德姆线 、 普罗维登斯/斯托顿线 |
| P 站台层 | 轨道2              | 绕站铁轨                                      |

## 历史
1987年5月4日，随着橙线地铁整体搬迁至西南走廊，建造了拉格斯站。1987年10月5日开通通勤铁路服务。设立拉格斯站，主要是为了服务于东北大学和长木医学区，并替代达德利广场站，成为新的公交换乘中心。
公交专用道曾经铺油沥青，但由于公交车长期启停，道路被碾压破坏。1988年，马萨诸塞湾交通局斥资43万美元使用水泥对道路进行重新铺设。2006年2月6日起，公交专用道关闭一年进行维护。

### 城市环提议
拉格斯站在城市环工程提议中被提及。该项目希望在波士顿建造环状巴士快速交通系統(BRT)，将现有呈辐状的铁路线连接起来，减少市中心换乘站的换乘压力，该项目于2010年否决。

### 新增通勤铁路站台

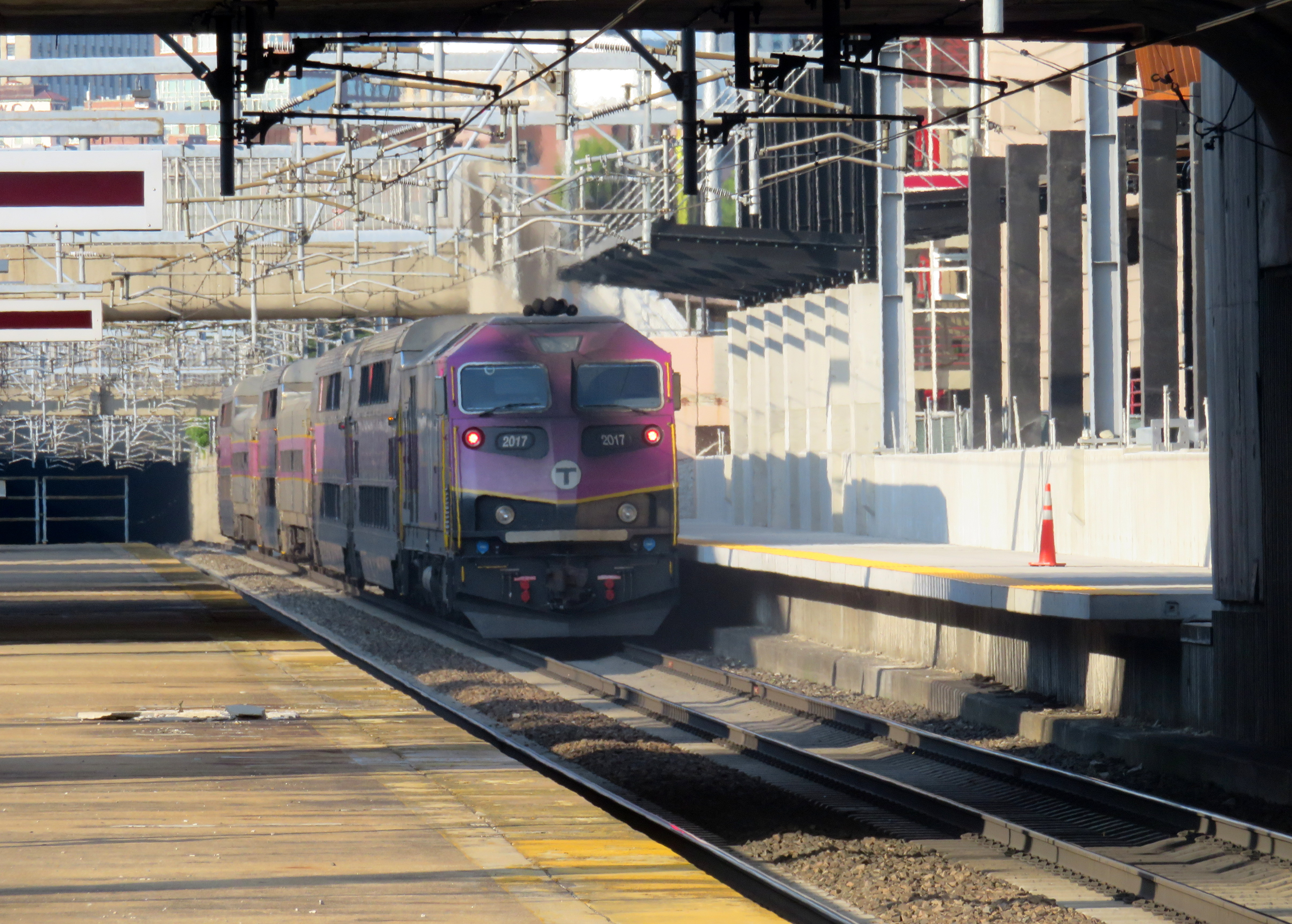
左侧为残破的通勤铁路站台，右侧为建造中的新站台（2019）

马萨诸塞湾交通局批准了数个沿着西南走廊的小型改造项目，其中拉格斯站为轨道2新增站台。目前，由于仅1号和3号轨道有站台，大概30%的列车不在此站停靠。1993年开始，马萨诸塞湾交通局开始考虑为车站新增站台。2008年，调查研究显示最好在车站新增一个全尺寸800英尺长的站台。
2012年，交通局主持听证会，新站台将建在现有站台旁，分成两段，中间由一小节人行隧道连接。工程预计造价为3千万美元，2014年9月，马萨诸塞湾交通局从运输投资促进经济复苏项目筹集2千万美元。除了新站台外，还将对车站照明及安全设施进行升级，对电梯进行更新，并维护现有站台。
截至2016年3月，工程整体90%设计完成，预计2016年中旬全部完成设计，2016年底开始建造，并于2018年竣工。2016年12月，马萨诸塞湾交通局财务和管理控制委员会批复160万美元，用于对低侧公交专用道进行重建，更换电梯、增加额外车站入口等项目。2017年5月至6月进行竞价招标，6月26日签订1970万美元的施工合约。
2017年8月22日车站举行奠基仪式，预计总造价为3850万美元。施工预计于2019年完工，后来调整至2020年。2018年4月开始对公交车道重新铺设。2019年11月12日开始更换车站旧电梯，并为公交车道增加电梯。